# Cucut estriat
El cucut estriat (Tapera naevia) és una espècie d'ocell de la família dels cucúlids (Cuculidae) i única espècie del gènere Tapera (Thunberg, 1819). Habita entre densa vegetació de matolls i arbusts des de Mèxic, a través d'Amèrica Central, cap al sud, per l'oest dels Andes fins al sud-oest de l'Equador i per l'est fins al nord de l'Argentina i sud del Brasil.